# 休·赫胥黎
休·赫胥黎（1924年2月25日—2013年7月25日）是一位英国分子生物学家，知名于发现了肌肉收缩的分子机制。
1971年获路易莎·格罗斯·霍维茨奖，1977年获皇家獎章，1983年获E·B·威尔逊奖章。